# Майнлойс
Майнлойс (нім. Mainleus) — громада в Німеччині, розташована в землі Баварія. Підпорядковується адміністративному округу Верхня Франконія. Входить до складу району Кульмбах.
Площа — 49,41 км2. Населення становить 6450 ос. (станом на 31 грудня 2020).